# Мухен (река)
Мухе́н — река в Хабаровском крае России. Протекает по территории Нанайского района.
Длина реки — 127 км. Площадь водосборного бассейна — 2020 км².
Начинается на границе с районом имени Лазо в гористой местности, покрытой елово-берёзовым лесом. Общее направление течения в верховьях, до устья Пунчи — северо-западное, часть поймы заболочена. Затем происходит поворот на север. Чуть выше устья Садоми входит в область болот, продолжающуюся до самого устья. В низовьях сильно меандрирует. Впадает в Немту между урочищами Солонцовое и Осиновый Мыс, на расстоянии 8 километров от её устья по правому берегу.
Питание имеет смешанное в основном снеговое и дождевое. Вскрытие реки происходит в середине апреля. В летнее время часты паводки, вызываемые интенсивными продолжительными дождями.
- Код водного объекта — 20030900112118100069684[2]

Притоки:
- правые: Пиари, Альчи, Садоми, Нельта, Мокен, Мозази, Пилями, Кайлан.
- левые: Пунчи, Малый Халгакан, Большой Халгакан.

Населённых пунктов на реке нет.